# Jack Walker (affärsman)
Jack Walker, född 19 maj 1929, död 17 augusti 2000, var en brittisk affärsman som var ägare och ordförande för den engelska fotbollsklubben Blackburn Rovers mellan 1991 och 2000. Han hade tidigare lett familjeföretaget och stålproducenten Walker Steel, tillsammans med sin bror Fred Walker, som deras far Charles Walker grundade. Släkten Walker ägde också flygbolaget Jersey European Airways (som senare blev Flybe), via Walker Steel. I oktober 1989 sålde bröderna stålproducenten (ej flygbolaget) till British Steel Corporation för 330–360 miljoner brittiska pund. Walker Steel var då en av de större stålproducenterna i Storbritannien. Köpeskillingen var också Storbritanniens högsta för ett privat aktiebolag vid den tidpunkten.
Hans engagemang i Blackburn Rovers började under säsongen 1987–1988 när Walker dels donerade stål till fotbollsklubben för att de skulle bygga ut sin hemmaarena Ewood Park. Dels att han stod för kostnaderna när Rovers kunde införskaffa stjärnspelarna Osvaldo Ardiles från Tottenham Hotspur och Steve Archibald från FC Barcelona. År 1991 köpte han Rovers och spenderade först 20 miljoner pund på att bygga ut Ewood Park igen. Walker anställde Kenny Dalglish som tränare och spenderade friskt på nya spelare, uppemot 25 miljoner pund under de första tre åren, vilket var enorma pengar inom professionell fotboll då. Spelare såsom Alan Shearer, Chris Sutton, Tim Sherwood, Kevin Gallacher, Graeme Le Saux, Henning Berg och Stuart Ripley köptes in. Det lade grunden till att Rovers kunde vinna Premier League för säsongen 1994–1995, Rovers första Premier League-titel och första mästerskapstitel i engelska högstaligan på mer än 80 år. De två föregående säsongerna kom Rovers på andra respektive fjärde plats i Premier League, dessförinnan hade fotbollsklubben spelat i andra divisionen.
Den 17 augusti 2000 avled Walker i cancer på ett sjukhus på Jersey på Kanalöarna. Två år tidigare hade dagstidningen The Sunday Times uppskattat Jack och Fred Walkers gemensamma förmögenhet till 600 miljoner pund. År 2010 sålde hans familjestiftelse Blackburn Rovers till indiska Venky's för 23 miljoner pund. Tre år senare sålde den även samtliga aktier i Flybe för 25,2 miljoner pund.